# カニカーニ
カニカーニ (英語: The Krusty Krab)とは、スポンジ・ボブに出てくるレストランである。

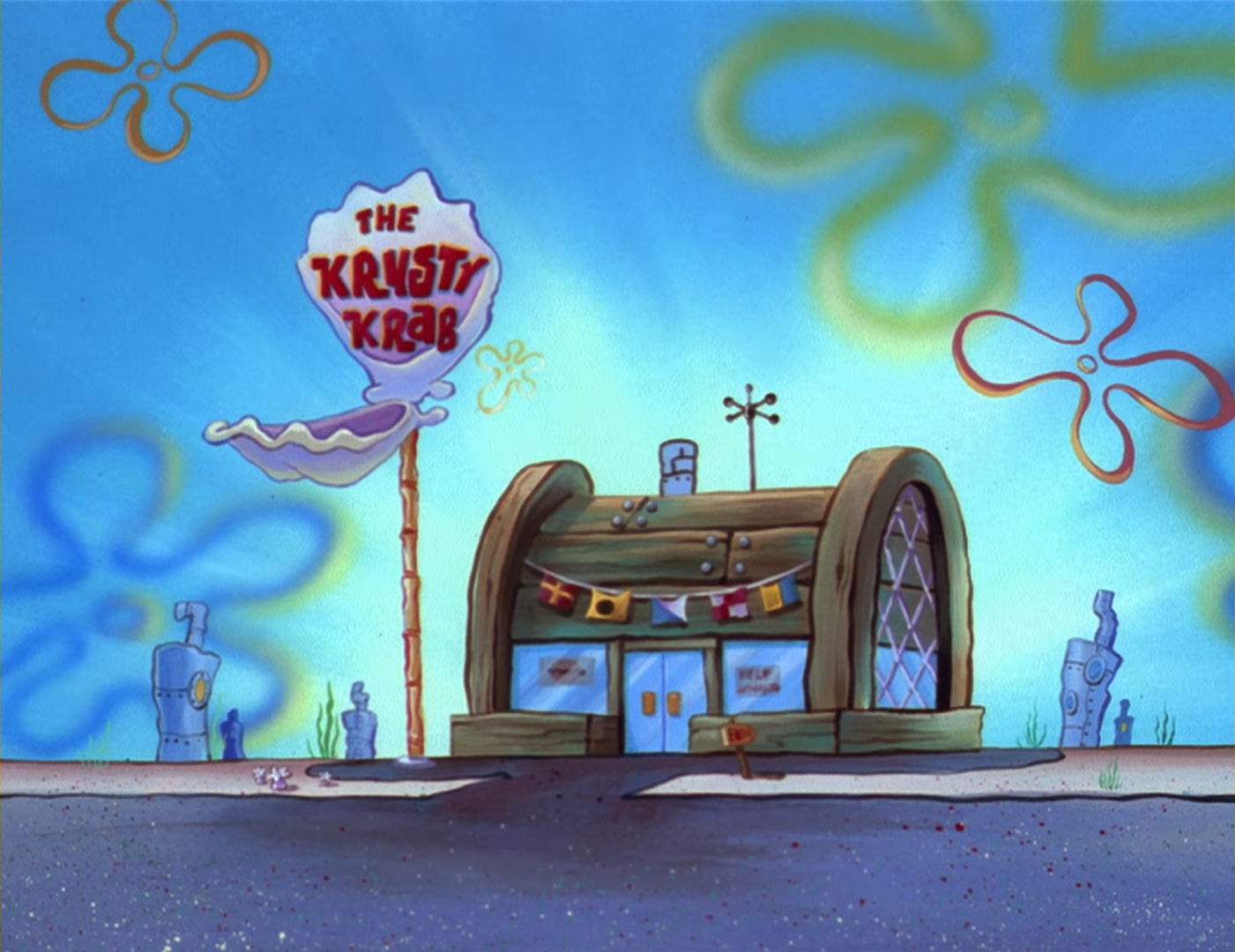
カニカーニ

## カーニバーガー
カニカーニの看板メニュー。レシピは企業秘密で、プランクトンにカーニバーガーの作り方が書かれた秘密のレシピを狙われている。
カーニと喧嘩別れしたプランクトンがドアを勢いよく閉めた拍子に棚の上から落下した食材がお肉に入った。それをカーニが味見したとき素晴らしく美味しかっため誕生した。スポンジ・バックが作った「カーニ・チリ」という料理が基になっている。初めて食べた人には中毒性があるらしく、破裂するまで食べるのをやめることができないと言われる（「クセになる味」ではイカルドが一度カーニ―バーガーを好きに、なりそうなった）。代金は、ひとつ1ドル98セントまたは2ドル（劇場版1や『スポンジ・ボブの真実』ではカーニが値段を書き換えている場面がある）。昔は10セントで売られていた（カーニ曰く「あれは私の暗黒時代」）。さらに裏レシピ(?)として、カーニバーガーで作ったピザなどがある。
作り方は 「毛皮泥棒」によると パティを183秒で焼く ハンバーグパティにスライスチーズ、レタスの葉、トマトの輪切り、キュウリのピクルス、タマネギの薄切り、ケチャップ、マスタード、マヨネーズの8種類の材料である。
また、日本国外版では「バーガー」ではなく「パティ」と呼ばれているため、ハンバーガーではなくハンバーグと指す。パティは元々からはフランス語から来ている。ただし、日本語版では「バーガー」と呼ばれている。
カーニバーガーの由来は蟹入りのバーガーと言ったものも考えられるが、このシリーズのカーニバーガーには蟹を入れたわけではなく、カーニさんが名付けたバーガーのことである。原語版を含む日本国外版では「クラビーパティ (Krabby Patty)」と言うので、蟹バーガーの英語名ではないので要注意とされ、蟹バーガーという呼び方は誤りで、正式な名前ではカーニさんのカーニとハンバーガーのバーガーから由来とされる。なお、スティンキーが作ったハンバーガーはスティンキーバーガーと呼ぶのも同様。実写版でも料理されている。
ちなみに、クラゲから取れるゼリーをカーニバーガーにぬると美味しくなる。

## 経営者と従業員

### 経営者(オーナー)
カーニ (ユージーン・ハロールド・カーニ)
カニカーニの創業者であり、オーナー。看板メニュー「カーニバーガー」を開発した。ライバル店「エサバケツ亭」のプランクトンとは友人であったが、現在はカーニバーガーの秘密のレシピを巡って対立している。

### 従業員
スポンジ・ボブ (スポンジ・ボブ・スクエアパンツ)
カニカーニの従業員。主にフライ係を担当し、ウェイターを兼任する事もある。店長代理を務めた事もある。カニカーニでの仕事が大好きで、一度に大量のカーニバーガーを作る事ができ、カーニからも評価されている。元従業員のジムよりは料理の腕が落ちるが、スポンジ・ボブの方が賃金が低い点は、カーニも評価している。
イカルド (イカルド・クインシー・テンタクルズ)
カニカーニの従業員。主にレジ係とウェイターを担当し、スポンジ・ボブ不在時は、フライ係を兼任する事もある。カニカーニ、スポンジ・ボブ、カーニ、客のことも嫌いで、客に対して常に無愛想な振る舞いをする。カーニバーガーの事も嫌いだったが、初めてカーニバーガーを食したところ、クセになり、倉庫全てのカーニバーガーを食べ尽くそうとしたがスポンジボブに止められ下半身が巨大化して破裂したことがある。

### 元従業員
ジム
スポンジ・ボブが従業員になる前にカニカーニで働いていた元従業員。主にフライ係を担当していたが、カーニとの賃金問題が原因で退職した。現在は、修行を積み、料理人としての道に成功している。

## メニュー
- カーニチーズバーガー
- カーニダブルバーガー
- カニだらけバーガー
- カニジュニアバーガー
- カニなしバーガー
- モンスターカーニバーガー
- お子様バーガー
- ダブルカーニバーガー（「スポンジ・ボブ ズボンはまん丸」）
- トリプルカーニバーガー（「スポンジ・ボブ ズボンはまん丸」）
- カーニバーガーセット（「スポンジ・ボブ ズボンはまん丸」）
- カラーバーガー
- 非常用カーニバーガー
- 冷凍カーニバーガー（「さよならカーニバーガー」）
- 新作バーガー
- キングカーニバーガー

### サイドメニュー
- カーニポテト
- 海藻ポテト(『ドライブスルーで大騒ぎ』)
- カーニピザ（『デリバリーピザ』）
- カーニコーラ
- ダイエットワカメジュース(『デリバリーピザ』)
- 深海ドーナツ(『ツケを払って！』)
- 浮草(『ツケを払って！』)
- チリサンゴビッツ

ラスティサンドイッチ（9番目のメニュー）
「ラスティーのレシピ」に登場したサンドイッチ。お客さんから知らない名前のサンドイッチを注文されたが、それを作れる料理人はすでに亡くなっていた。そこで霊と交信し、レシピを聞き出した。
ミルクシェイク (Milkshake)
『カーニバーガーの作り方』や『ミルクシェイクの免許』で登場したミルクセーキ。なお、シェイクを作りには免許書が必要で、期限が切れた場合新しいものに変える必要がある（実際にスポンジ・ボブのものは7年前に期限切れだった）。
カーニスープ
『スープの中のヒッピーたち』に登場。カニカーニの新メニューとして作られた。中にはヒッピー3人組とヒッピーになったパトリックが入っている。材料はカーニがゴミ箱から拾って来た残飯だが、ほとんどが中に入っていたヒッピーに食べられてしまった。ヒッピーの体の大きさにもかかわらず、鍋の中に入ることができる他にも茶碗の中にも入ってる。スープの茶碗の中にヒッピーがいることも、お客さんはきづいていた。ヒッピー3人組はカーニスープではなく、最後はイカルドのお風呂にもヒッピーが出てくる。
コンブシェイク (Kelp Shake)
シーズン4の『仲良しライバル』で登場した昆布味のセーキ。飲んだ後は体が黄緑色になる。効果は『カビ、カビ、カビ』で登場した青カビと『スポンジカーニ』で登場したスポンジバーガーを食べた後に類似する。
ケチャップ (Ketchup)
ハンバーガーやホットドッグでよく使用されているトマトケチャップ。
マスタード (Mustard)
上記と同様。ハンバーガーやホットドッグでよく使用されているイエローマスタード。「マスタードを掘り当てろ」では人気だった。
マヨネーズ (Mayonnaise)
上記と同様。ハンバーガーやホットドッグでよく使用されているマヨネーズ。通称は「マヨ (Mayo)」。実写として登場する場合もある。クローンクラゲにかけると消滅する。劇場版2では武器として使った。
タルタルソース (Tartar Sause)
『ニセ カーニさん』から登場したタルタルソース。劇場版2では、飛行機に乗っていたプランクトンが原子爆弾のように落として、カニカーニの方に狙った。他のエピソードにも登場しているが、やはり武器として使われる事が多い。「マーメイドマンとフジツボボーイ」の回では マン・レイを倒すためにあった。
クラゲゼリー (Jellyfish Jelly)
『クラゲハンター』から登場したクラゲの蜜。通常では、ゼリーと呼ばれているが、またはジャムとも呼ばれる。地上版で言うと、蜂蜜のパロディーとされている。味は蜂蜜よりもイチゴジャムやメープルシロップに近い。イカルドが「イチゴ味」と言っていた

## 開発

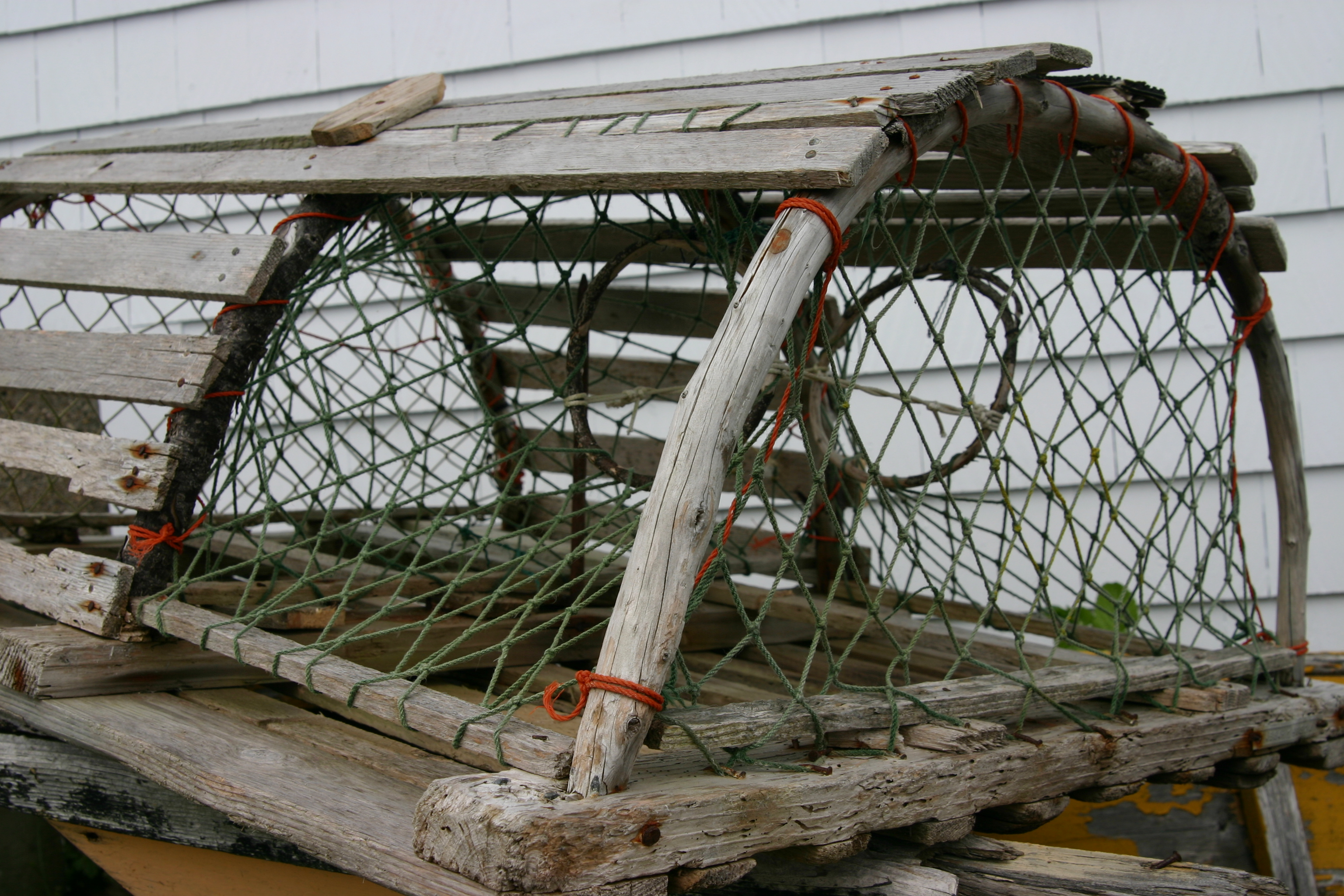
カニカーニのデザインは、ロブスタートラップをもとにして作られた。

カニカーニのデザインは、ロブスタートラップをもとに考案された。
カニカーニはもともと、スポンジ・ボブのパイナップルハウスに加え「ショーが何度も繰り返され、ほとんどのアクションが行われる場所」になることを意図していた。カニカーニは、シリーズ初演「バイト募集中」で初登場し、2018年の時点で80％以上のエピソードに登場している。
カニカーニは、シリーズの作成者であるスティーブン・ヒレンバーグ氏が、高校を卒業してからの数ヶ月の間、ファーストフードシーフードレストランのフライ係とロブスターボイラーに着想を得て開発された。
ヒレンバーグ氏が初めてカーニ氏を作成したとき、彼の姓は「Crab」と綴られていた。しかし、レストランの名前はKrabだったため、パイロットエピソードの制作が始まる少し前にKの方が覚えやすいと判断し、スペルを変更した。

## 営業時間帯
作中では、カニカーニの営業時間は明記されていない。しかし、営業開始時刻は「壊れた目覚まし時計」の時計によると6時で、営業終了時刻は、カーニさんが車に乗る時間帯が、夕日が出ていない時間帯なので、19時以降だということが推測できる。ただし、それ以外の詳細は不明。